# Jaz Ulgowy
 Jaz Ulgowy – jaz pomiędzy rzeką Młynówką a Brdą w Bydgoszczy. Stanowi jedną z budowli hydrotechnicznych Hydrowęzła Bydgoszcz zarządzanego przez Regionalny Zarząd Gospodarki Wodnej w Gdańsku.

## Położenie
Jaz Ulgowy znajduje się w zachodniej części Wyspy Młyńskiej w Bydgoszczy przy ul.Tamka.

## Historia
Jaz został zbudowany w 1890 r. podczas przebudowy Wyspy Młyńskiej. Powstała wówczas ulica Mennica (Tamka) na grobli oddzielającej Brdę od Młynówki, a nad jazem powstał most zaprojektowany przez inż. Müllera. Przebudowy jazu do formy obecnej dokonano w 1920 roku. Z kolei w 1964 r. Płockie Przedsiębiorstwo Robót Mostowych wykonało na jazie prefabrykowany most kablobetonowy o długości 10,5 m, który zmodernizowano w 1994 roku. W 2014 obiekt wyremontowano.

## Charakterystyka
Jego zadaniem jest wspomaganie jazu farnego oraz przepuszczanie wód Młynówki do Brdy w przypadku przepływu wód powodziowych. Różnica poziomów wód wynosi 3,36 m. Zamknięcie jazu stanowi pięć dwudzielnych zasuw, których mechanizmy są napędzane ręcznie. Odległość pozioma w świetle przyczółków wynosi 8,21 m, a światło poziome otworów przelewowych – 7,74 m.

### Most
Nad jazem znajduje się most drogowy z chodnikiem dla pieszych, zbudowany w formie jednoprzęsłowej płyty żelbetowej o długości 9,5 m. Szerokość mostu wynosi 6,6 m, w tym jezdnia 5,0 m i chodnik 1,25 m.
Mostek nad jazem stanowi dobry punkt widokowy na Operę Nova, bydgoską katedrę, Biały Spichlerz, przystań Bydgoszcz oraz zakole Brdy.

## Galeria

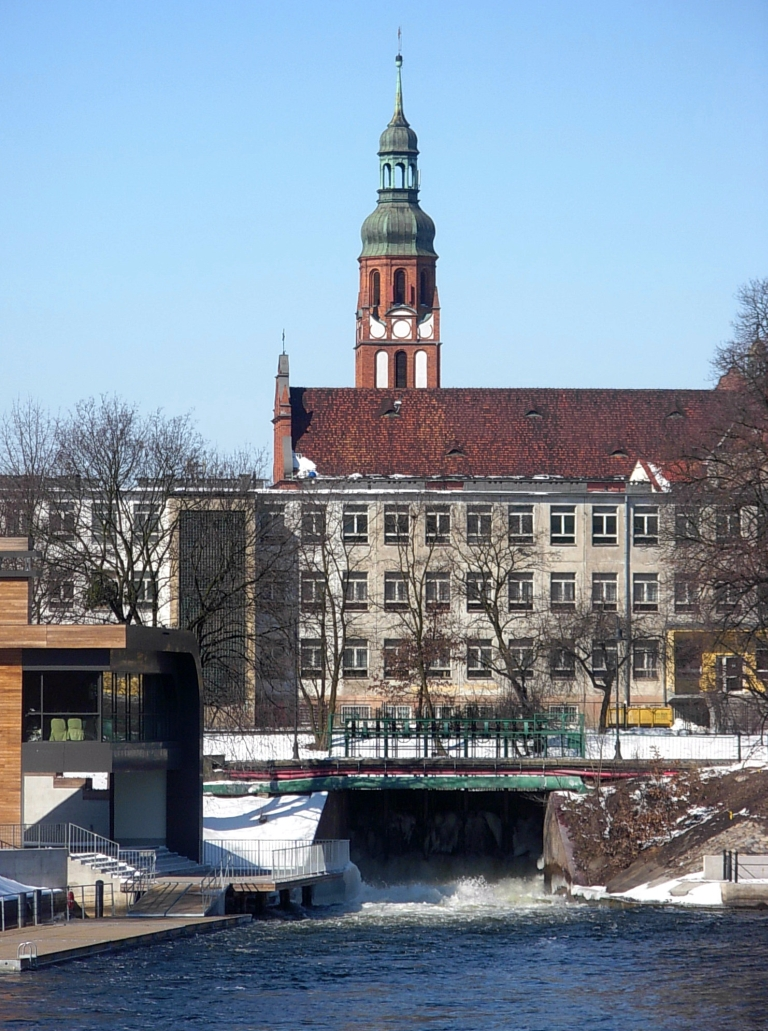
Jaz Ulgowy w oddali na tle Brdy i kościoła Św. Trójcy
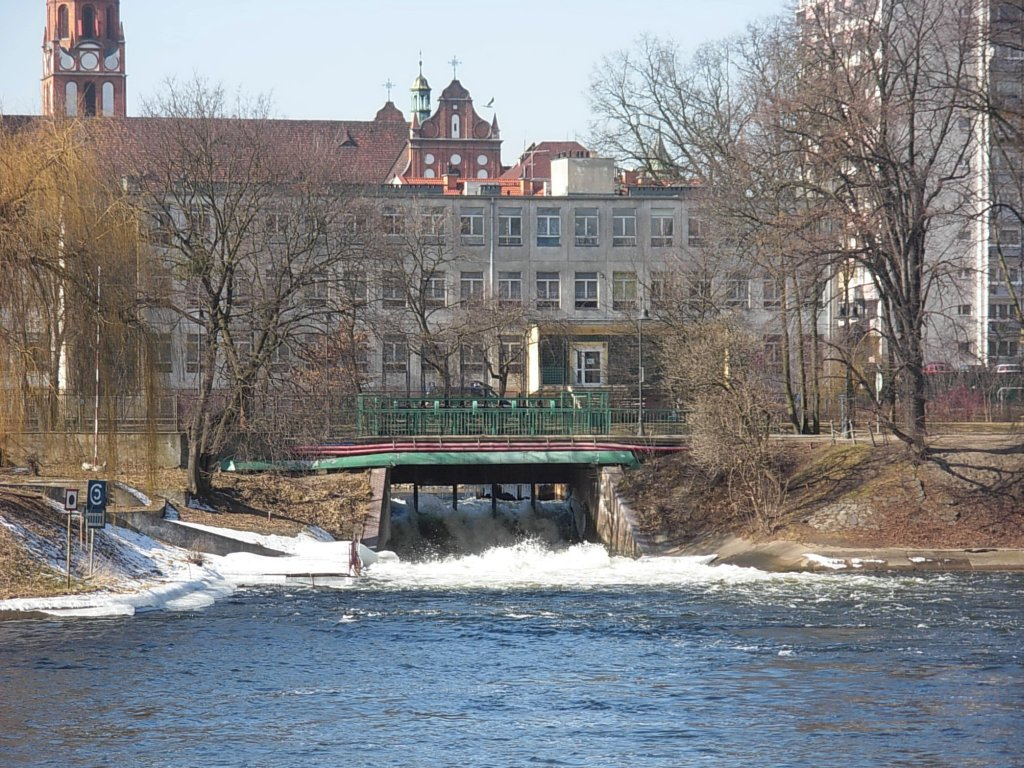
Widok z kładki nad Brdą w pobliżu Opery Nova
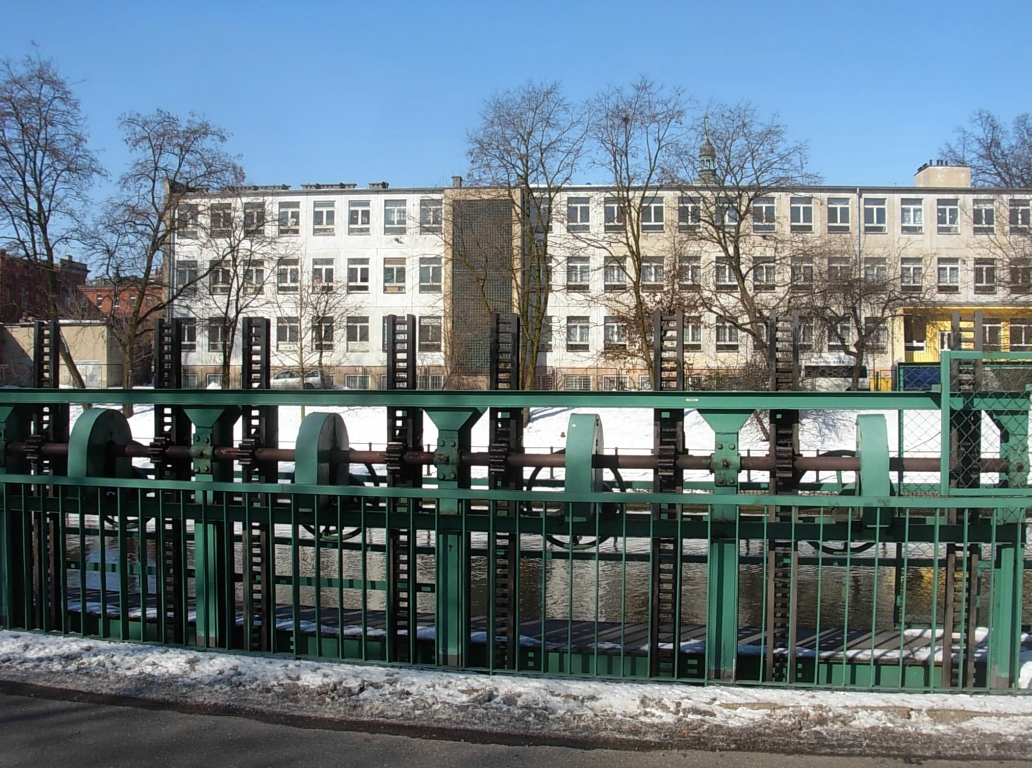
Zasuwy
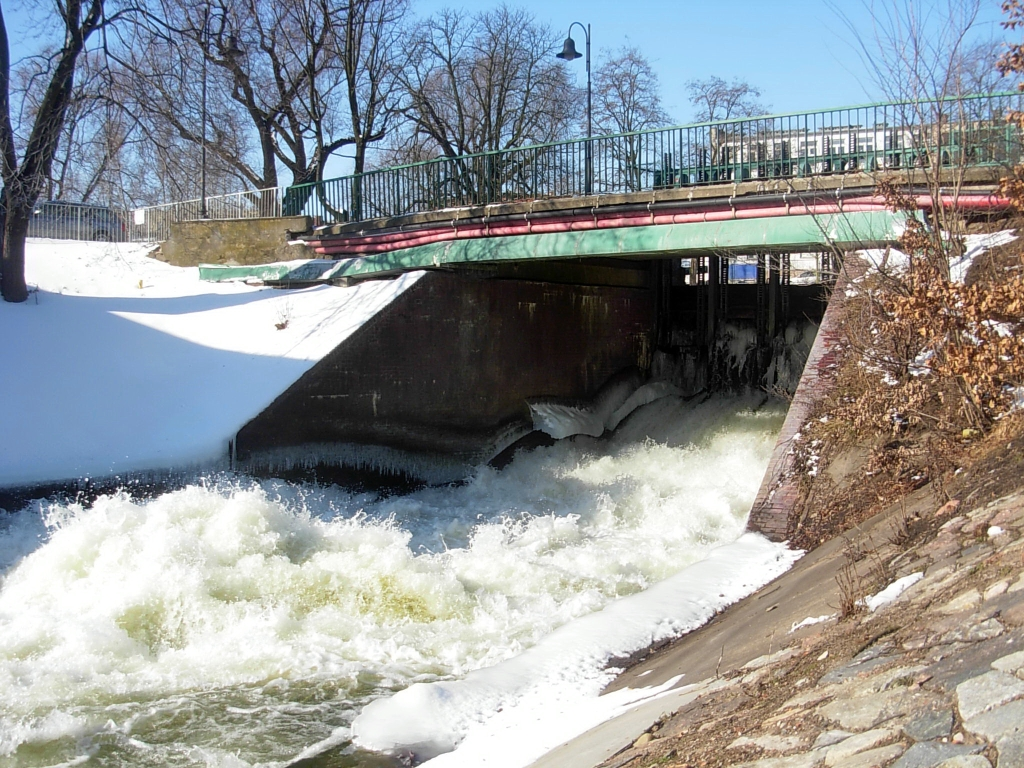
Zrzut wody z Młynówki
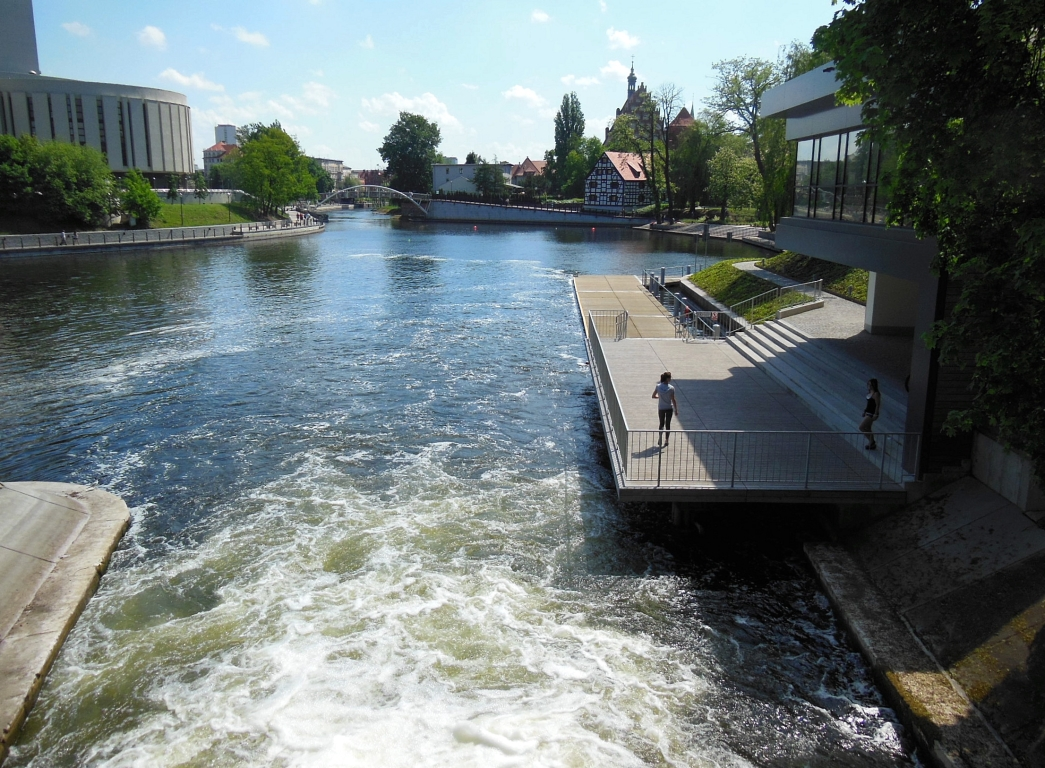
Widok z mostku nad Jazem na zakole Brdy